# Rhodostrophia tumulosa
Rhodostrophia tumulosa là một loài bướm đêm trong họ Geometridae.